# مقاطعة فدجة
مقاطعة فُدجَة أو فُدجَا أو فُوجة أو فُوجَا أو (نقحرة: فودجا) (بالإيطالية: Provincia di Foggia)‏، مقاطعة جنوب إيطاليا في إقليم بولية، وعاصمتها هي مدينة فُدجة. وتبلغ مساحتها 6968  كيلومتر مربع، ويبلغ مجموع سكانها 645.300 وبها 61 مدينة وبلدة. تطل على بحر البنادقة شمالا ويحدها من جهة الغرب إقليم مُليزة عند مقاطعة كَمبُباسة وإقليم كَمبانية عند مقاطعة بنبنت ومن الجنوب إقليم كَمبانية عند مقاطعة أبلينة وإقليم بَزِلِكاتة عند مقاطعة بُتنسة ومن الجنوب الشرقي مقاطعة برلت أندرة طرانة.

## أهم المدن
| المدينة     | الاسم بالإيطالية | السكان (نسمة) | المساحة (km2) |
| ----------- | ---------------- | ------------- | ------------- |
| فدجة        | Foggia           | 153.665       | 507           |
| تشيرينيولا  | Cerignola        | 58.074        | 593           |
| مانفريدونيا | Manfredonia      | 57.243        | 356,93        |
| سان سيفيرو  | San Severo       | 55.657        | 333           |
| لوتشرا      | Lucera           | 34.840        | 338           |